# Selección de balonmano playa de Argentina
La Selección de balonmano playa de Argentina es la sección masculina de los mejores jugadores de Balonmano playa de Argentina. Representan a su país en competiciones internacionales.

## Historial

### Mundiales
- 2004 - No participó
- 2006 - No participó
- 2008 - No participó
- 2010 - No participó
- 2012 - No participó
- 2014 - 10.º puesto
- 2016 - No participó
- 2018 - 11.º puesto

### Campeonato Panamericano
- 2004 -  Medalla de bronce
- 2008 -  Medalla de bronce
- 2012 - 4.º puesto
- 2013 - 5.º puesto
- 2014 -  Medalla de bronce
- 2016 - 4.º puesto